# التلیچ‌تنوارس
التلیچ‌تنوارس (به آلمانی: Altlichtenwarth) یک سکونتگاه مسکونی در اتریش است که در Mistelbach District واقع شده‌است.